# Polyptico de Irminon

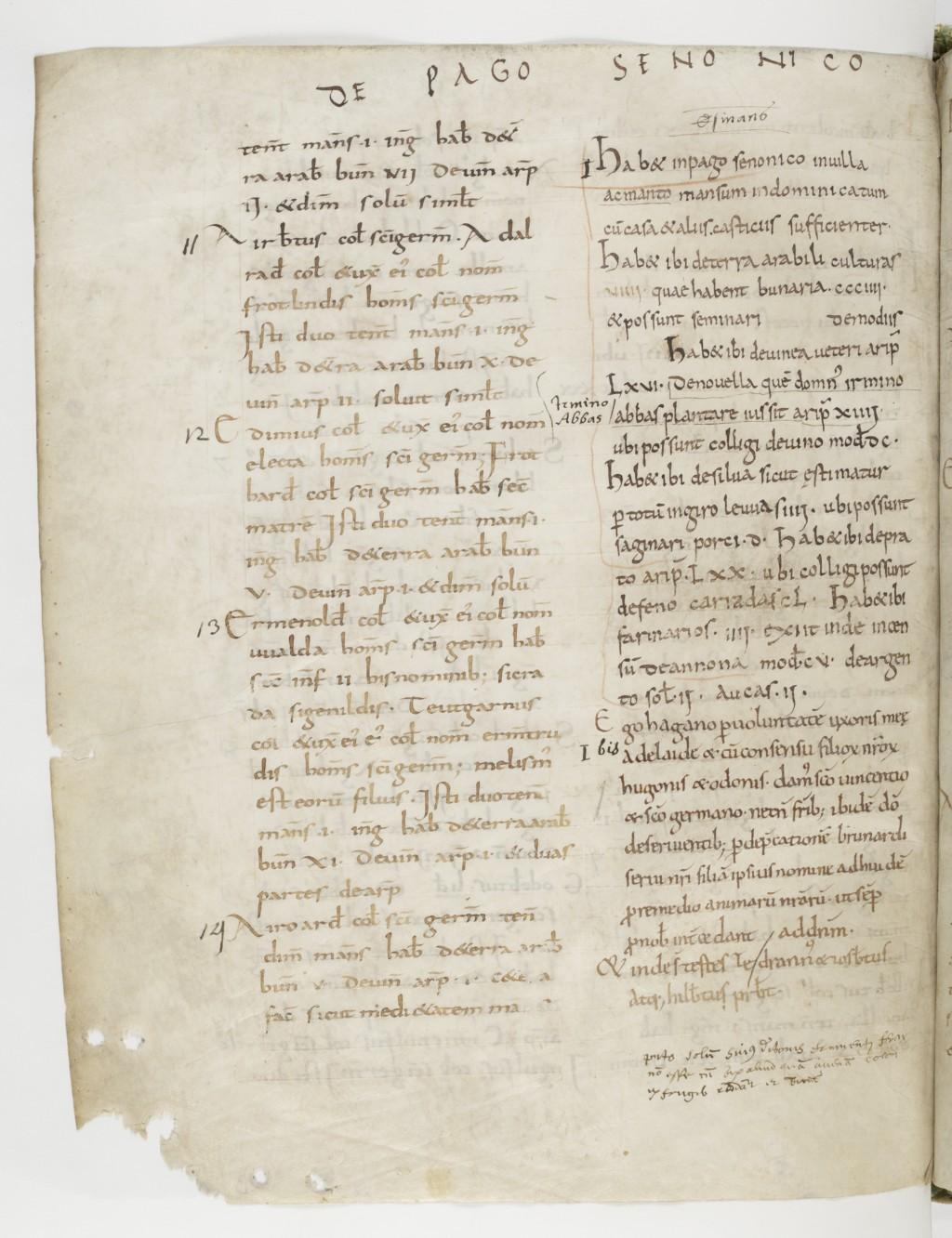
Extracto del libro Polyptico de Irminon

El conocido como Polyptico de Irminon es un texto escrito de la Edad Media cuyo autor es el abad Irminon (829), titulado Polyptyque de l'abbé Irminon, ou Dénombrement des manses, des serfs et des revenus de l'abbaye de Saint Germain des Prés sous le regne de Charlemagne, publie d'apres le manuscrit de la Bibliotheque du roi, avec ddes Prolegomenes pour servir a l'histoire de la condition des personnes et des terres depuis les invasions des barbares jusqu'a a l'institution des communes, par M.B. Gerard, membro de l'Institut, París, Imp. Royale, 1844,2 vols. in-4, dividido en 2 partes, de 984 y 463 páaginas.

De la prueba que existían esas riquezas en la abadía de San Germán de los Prados, quedan aun documentos auténticos (véase el curioso Políptico de Irminon), de que el señor abad tenía sus siervos como todo gran propietario feudal, quedan también testimonios...si bien se calcula, entre lo que se sabe de positivo, y lo que por conjetura se les atribuye, que las rentas de la abadía, importaban cuatro millones ciento ochenta mil reales al año.
La espumadera de los siglos,  Roberto Robert (Madrid, J.E. Morete, 1871)

## Definición políptico
- Compuesto de muchas hojas
- Archivos públicos para el catastro general del Estado

## Partes
Polyptychum Irminonis abbatis sive liber censualis antiquus monasterii sancti germani pratensis:
- Volumen primero:
  - Prolegómenos
  - Comentarios
  - Aclaraciones
  - Tabla de materias
- Segundo volumen:
  - Contiene comentarios y disertaciones sobre el Polyptico de Irminon

## Algunos contenidos
El Polyptico de Irminon da una idea de la condición agrícola de los siervos de San Germán y la condición de siervos no se diferenciaba de manera notable en Europa y por distintos y arbitrarios que fueran los servicios que se reclamaban a los colonos, había en ellos una especie de fondo común de servidumbre, que bajo diferentes nombres era igual en todos los pueblos de raza germana.
En el Polyptico se enumeran:
- Las pensiones pagaderas en plata o en frutos, generalmente exigidas a los colonos, a los poseedores de mansi ingenuiles. Entre las pensiones en plata había:
  - El tributo personal o capaticumt y era el signo representativo del colonado y se pagaba en cuatro dineros y se elevaba en plata
  - El ost era el impuesto que pagaba el colono cuando no era incorporado al ejército y se pagaba algunas veces en frutos, en ganados, en carneros con bueyes por ejemplo
  - El arrendamiento de la tierra que se pagaba algunas veces en dinero pero por lo generalen ganados o servicios corporales
  - El derecho que pagaban por pastar sus ganados en las dehesas del señor y hacer leña en sus bosques, que se pagaban en ganados o en dinero
- Servicios corporales, se exigían con más contundencia de los siervos y de los cultivadores de los mansi serviles:
  - Servicios militares como la guardia y la ronda y algunas veces el servicio a caballo y hacían muy parecida la condición del fiscalino o del colono con el vasallo libre
  - Servicios agrícolas, el carretear, la mano de obra, las corveas, y el trabajo en el monte

Todas estas cargas se aplicaban indiferentemente a los esclavos, a los colonos, y aún a los hombres libres que tenían algún precario o beneficio con obligación de pagar un canon in beneficium et censum y la única diferencia que eran arbitrarias respecto al esclavo, siendo más tolerables las corveas del colono o del hombre libre, fijas y determinadas por la ley de concesión ( la manera más ordinaria para designar el contrato de censo son el citado beneficium et censu y otros: ad censum beneficiare, in beneficio tenere et precario modo, sub beneficio praestariae. Las leyes de los visigodos empleaban beneficium como sinónimo de enfiteusis).

## Topografía del Polyptyque de Irminon según Guerard
- B. Guerard fue célebre arqueólogo nacido en Montbard, Borgoña, en 15 de marzo de 1797 y fallecido en 10 de marzo de 1854, examino el Polyptique de Irminon, los primeros tiempos de la Edad Media, en donde las grandes comunidades religiosas aportaron un cuidado extremo a la administración de sus vastos dominios, registrándose en el Polyptyque de Irminon con la numeración de tierras, colonos, siervos, regalías y ganancias de la citada abadía (Guerard escribió otras obras como "Cartulario de la abadía de San Pedro de Chartres", Paría, 1840, 2 vols.; "Cartulario de la abadía de Saint Bertin", París, 1840, in-4º; "Polyptique de la abadía de Saint-Remi de Reims", París, 1853, in-4º; "Cartulario de la abadía de Saint-Victor de Marsella", 2 vols. in-4º; artículos en varias publicaciones como "Memorias de la Academia de Inscripciones", "La Francia literaria", "Boletin de la sociedad de la historia de Francia", "Anuario histórico", "Galería de numismática", "Journal des savants", y otras).
- Aparece en el tercer capítulo
- Aparecen términos que indican una distribución de territorios hechos únicamente bajo el punto de vista de la economía rural
- También lo anterior dicho en conexión con las divisiones civiles en uso en el Imperio de los francos
- A la primera clase aparecen las palabras fiscus, decania, y a la segunda pagus, comitatus, centena et vicaria

## Inmunidad a las iglesias
La inmunidad concedida a las iglesias en las capitulares se entendía por lo tocante a lo que se pagaba a los reyes, pues con respecto a las cargas o servicios debidos a los señores gozaban solamente de inmunidad los mansus , diezmos, ofrendas, casas y huertas; pero si las iglesia poseían alguna cosa más estaban sujetas a los servicios acostumbrados, y por mansus se entendía cierto campo denominado de la voz manendo, porque cada colono moraba o permanecía con su familia, de suerte que eran mejores las iglesias urbanas que las de campo, pues como no había señores disfrutaban de inmunidad general, exentas de los tributos reales, pero con la obligación de sujetar a los servicios de los señores las posesiones, exceptuando el manso, o mansión, casa o huerta.